# 弗洛爾斯維爾 (德克薩斯州)
弗洛爾斯維爾（英語：Floresville）是一個位於美國德克薩斯州威爾遜縣的城市。根據2010年美國人口普查，該地共人口6448人，而該地的面積約為15.00平方千米。同時該地也是威爾遜縣的縣治。

## 地理
弗洛爾斯維爾的座標為29°08′23″N 97°09′42″W / 29.13972°N 97.16167°W，而該地的平均海拔高度為119米（即390英尺）。